# Matej Krajčík
Matej Krajčík (* 19. března 1978, Trenčín, Československo) je bývalý slovenský fotbalový obránce nebo záložník a reprezentant. Mimo Slovensko působil na klubové úrovni v Česku a Itálii. Jeho otcem je bývalý ligový fotbalista Emil Krajčík.

## Klubová kariéra
Odchovanec slovenské Senice, působil na Slovensku také v Považské Bystrici a Malackách. V Česku hrál od dvaceti let. Od léta 2001 hrál za Horní Počernice, kde si ho vyhlédla Slavia. Do sestavy se však i kvůli zraněním neprosadil a proto odešel v létě 2004 na hostování do FK Viktoria Žižkov. V zimě odešel na hostování do SK Dynamo České Budějovice.
V létě 2005 se vrátil do Slavie, kde hrál na pravé straně zálohy nebo obrany. V sezoně 2007/08 získal se Slavií mistrovský titul. Na konci roku 2008 mu ve Slavii skončila smlouva, čehož využil italský tým Reggina Calcio, v jejímž týmu od roku 2009 nastupoval. Danou sezonu však začal ve Slavii a ta v ní získala mistrovský titul. Stal se tak podruhé mistrem ČR. Po sestupu Regginy do druhé ligy se Matej vrátil do Slavie Praha. Sezona 2009/10 však nevyšla ani jemu, ani týmu Slavie a tak se v létě 2010 upsal severočeskému Jablonci.
Před jarní částí sezony 2011/12 odešel hostovat do Českých Budějovic. V létě 2012 přestoupil na Slovensko do FK Senica, odkud po roce odešel a stal se volným hráčem.

## Reprezentační kariéra
Matej Krajčík debutoval v A-mužstvu Slovenska 16. 11. 2005 v kvalifikačním utkání v Bratislavě proti týmu reprezentaci Španělska (remíza 1:1). V letech 2005–2009 odehrál za slovenský národní tým celkem 18 zápasů, branku nevstřelil.